# Elburgo
Elburgo (castelhano) / Burgu (basco) é um município da Espanha na província de Álava, comunidade autónoma do País Basco, de área 32,09 km² com população de 524 habitantes (2007) e densidade populacional de 13,99 hab/km².

## Demografia
| Variação demográfica do município entre 1991 e 2004 | Variação demográfica do município entre 1991 e 2004 | Variação demográfica do município entre 1991 e 2004 | Variação demográfica do município entre 1991 e 2004 |
| --------------------------------------------------- | --------------------------------------------------- | --------------------------------------------------- | --------------------------------------------------- |
| 1991                                                | 1996                                                | 2001                                                | 2004                                                |
| 202                                                 | 192                                                 | 418                                                 | 453                                                 |